# کینووو
کینووو (به لهستانی:  Kinowo) یک روستا در لهستان است که در گمینا رمانگ واقع شده‌است.
 کینووو  ۱۲۰ نفر جمعیت دارد.